# توانكو بوجانغ
عبد الله بن عثمان العيدروس (1898 - 1986) الملقب تون داتو باتنجي توانكو حاجي بوجانغ (بالملايوية: Tun Datuk Patinggi Tuanku Haji Bujang) سياسي ماليزي والحاكم الثاني لولاية سراوق الماليزية في الفترة ما بين 1969 - 1977. كان من الساعين في تشكيل ماليزيا. وله جهود مهمة في التنمية الاجتماعية والاقتصادية وكذلك السياسية في ولاية سراوق.

## نسبه
عبد الله بن عثمان بن محسن بن علوي بن عيدروس بن عبد الرحمن بن علي بن حسن بن علوي بن عبد الله بن أحمد بن حسين بن عبد الله العيدروس بن أبي بكر السكران بن عبد الرحمن السقاف بن محمد مولى الدويلة بن علي بن علوي الغيور بن الفقيه المقدم محمد بن علي بن محمد صاحب مرباط بن علي خالع قسم بن علوي بن محمد بن علوي بن عبيد الله بن أحمد المهاجر بن عيسى بن محمد النقيب بن علي العريضي بن جعفر الصادق بن محمد الباقر بن علي زين العابدين بن الحسين السبط بن علي بن أبي طالب، وعلي زوج فاطمة بنت محمد ﷺ.
فهو الحفيد 34 لرسول الله محمد ﷺ في سلسلة نسبه.

## مولده ونشأته
ولد بمدينة سيبو بولاية سراوق في الثاني عشر من شهر ديسمبر سنة 1898. تلقى تعليمه في مدرسة ملايوية وانتظم لاحقا في الخدمة المدنية في سراوق كضابط محلي عام 1934. وحصل على لقب "داتو" في 1954، وبعد عام تم ترقيته إلى الخدمة الإدارية في سراوق وتقاعد لاحقا في 1960.

## حياته السياسية
بعد تقاعده من العمل في الخدمة المدنية أصبح رئيسا للجبهة الشعبية في سراوق، وهو حزب سياسي مؤيد لانضمام سراوق مع اتحاد مالايا. وبعد تأسيس ماليزيا الحديثة تم تعيينه عضوًا في مجلس الشيوخ في عام 1963، ومنحته الحكومة الماليزية نيشان القائد للولاء لتاج ماليزيا بلقب "تان سري".
تم تعيينه ليكون ثاني يانغ دي بيرتوا نيغيري (حاكم سراوق) سنة 1969 من قبل ملك ماليزيا بعد وفاة الحاكم السابق أبانغ أوبنغ. وحصل على وسام القائد الأعلى للمدافع عن المملكة والتي حملت لقب "تون". وانتهت ولايته سنة 1977.

## وفاته
توفي في كوتشينغ في الثامن والعشرين من شهر نوفمبر سنة 1986. وتكريما له أعيد تسمية مركز رياضي بجامعة سراوق الماليزية باسمه، وغيره من المعالم بولاية سراوق حتى يظل ذكره محفوظا في ذاكرة المجتمع.